# Gluta tourtour
Gluta tourtour Marchand, 1869 è un albero della famiglia delle Anacardiacee, endemico del Madagascar. Localmente è conosciuto come torotoro, tontorona o tontorogno.

## Descrizione
È un albero sempreverde che può raggiungere l'altezza di 20–25 m, con fusto del diametro di 40–50 cm.
La corteccia è nerastra, e produce una resina irritante e corrosiva.
Le foglie sono semplici, alterne, dotate di un corto picciolo.
I fiori, piccoli, biancastri, ermafroditi, sono raggruppati in infiorescenze racemose.

## Distribuzione e habitat
L'areale originario di Gluta tourtour è ristretto al Madagascar nord-occidentale (locus typicus: Nosy Be), dove è localizzabile prevalentemente lungo gli argini dei fiumi, in aree di foresta ripariale  dal livello del mare sino a 500 m di altitudine. La specie è stata introdotta dall'uomo anche in alcune stazioni del versante orientale dell'isola, dove si è naturalizzata.

## Conservazione
La Lista rossa IUCN classifica Gluta tourtour come specie vulnerabile.
È protetta all'interno della riserva naturale integrale di Lokobe e della riserva speciale di Nosy Mangabe.

## Usi
Il legname, tenero e di un brillante colore giallo-arancio, è molto apprezzato in ebanisteria.